# 1906年アトランティックシティ鉄道事故
1906年アトランティックシティ鉄道事故（英: 1906 Atlantic City train wreck）は1906年10月28日（日曜日）にニュージャージー州アトランティックシティで発生した鉄道事故である。ウェスト・ジャージー・アンド・シーショア鉄道の電車列車が旋回橋から転落し53人が溺死した。

## 事故の経過
事故現場となった橋は、アトランティックシティをアメリカ本土から分離していた「ザ・スルーフェア (The Thoroughfare)」というクリークを横断するもので、新設されたばかりであった。
1906年10月28日、この橋は小船を通すために開橋していた。橋を防護する信号は連動装置で動作しており、橋が元の位置に戻って列車が走行できるようになった時にのみ進行現示となるようになっていた。 
14時20分、1時間前にカムデンを発車した東行きの始発列車が橋を通過しようとしたが、65 km/h（40 mph）で橋の上を走行中に脱線。数秒間枕木に沿って揺れながら進んだ後、前方の2両が15フィート下の水中に沈んだ。ドアが閉まり貫通扉も閉められていたため、乗客には脱出する機会はほとんどなかった。後続の車両は少しの間橋の上部構造からぶら下がっていたが、やがて水中に滑り落ちた。3両目にいた制動手は列車が落ちる前に急いで後部ドアを開け、多くの乗客が脱出できるようにしたが、前の2両からは1人か2人ほどしか脱出できなかった。前方車両の乗客は窓を破壊し、彼ら自身だけでなく他の乗客も救助しようと数回車内に戻った。ボートと橋から下ろされるロープ両方からの救助活動がすぐに指示されたのは後部の車両であった。
事故発生から30分間で5,000人から1万人程度の群衆が集まった。その多くは知人や友人が電車で来るのを待ち迎えてた人々であり、終着駅から非常に近くで起こった事故であった。この事故で乗客53人が死亡した。

## 原因
電化された後の橋の動作は、わずか1か月前にテストされたばかりだった。跳ね橋が動作した後、西行き列車は既に横断していたが、その際に異常は起きていなかった。
調査により、信号の連動装置は橋の横方向の位置によってのみ動作し、橋の高さは考慮されていなかったことが明らかになった。橋の連結を解除するためには橋をわずかに上げる必要があったが、事故当時、橋は正しい高さに戻っていなかった。西行き列車はその重量が橋を押し下げたため通過することができたが、同じ事が東行き列車には起こらず、新品の車両のうち2両が完全に9メートル（30フィート）の水中に沈むことになった。
この事故の結果として、ペンシルバニア鉄道（ウェスト・ジャージー・アンド・シーショア鉄道の親会社）で働いていたパブリック・リレーションズの専門家であるアイビー・リーが事故現場で会社を説得してジャーナリストに声明を発表させたことにより最初のプレスリリースとみなされるものが作成された。ニューヨーク・タイムズは1906年10月30日にその声明を原文のまま印刷した。